# Lovisa ekonomiska region
Lovisa ekonomiska region (finska: Loviisan seutukunta) är en av ekonomiska regionerna i landskapet Nyland i Finland. 
Folkmängden i Lovisa ekonomiska region uppgick den 1 januari 2013 till 18 348 invånare, regionens  totala areal utgjordes av 2 090 kvadratkilometer och landytan utgjordes av 1 150  kvadratkilometer.  I Finlands NUTS-indelning representerar regionen nivån LAU 1 (f.d. NUTS 4), och dess nationella kod är 016.

## Förteckning över kommuner
Lovisa ekonomiska regionen består av följande två kommuner: 
- Lovisa stad
- Lappträsk kommun